# Sorgerechtsverfügung
Eine Sorgerechtsverfügung ist im deutschen Familienrecht ein auf einer Willenserklärung beruhender Rechtsakt, durch den ein Elternteil seinen Willen in Bezug auf die Sorge um sein minderjähriges Kind nach einem eventuellen Ableben kundtut (insbesondere nach § 1776 bis § 1782 BGB).
Es geht dabei speziell um die Frage, was der erklärende Elternteil sich für sein Kind, für das ihm das Sorgerecht obliegt, im Falle seines Ablebens vorstellt – also um die Frage, von wem sein Kind nach seinem Ableben betreut werden soll.
Die Sorgerechtsverfügung ist im deutschen Rechtssystem nicht konkret durch Gesetz geregelt – fügt sich aber in das Familienrechtssystem ein. Die Sorgerechtsverfügung muss als letztwillige Verfügung handschriftlich vom Sorgeberechtigten verfasst und mit Vor- und Zunamen unterschrieben werden.
Vor allem allein sorgeberechtigte Elternteile bedienen sich diesem Sicherungsmechanismus, der gewährleisten soll, dass der Wille des sorgeberechtigten Elternteiles auch nach seinem Ableben Beachtung findet.
Denn üben beide Elternteile gemeinsam die elterliche Sorge aus und stirbt ein Elternteil, so steht die elterliche Sorge bereits nach dem Gesetz dem überlebenden Elternteil zu, § 1680 Absatz 1 Bürgerliches Gesetzbuch. Leben die Eltern jedoch getrennt und stirbt der Elternteil, der das alleinige Sorgerecht innehatte, so hat das Familiengericht die elterliche Sorge dem anderen Elternteil zu übertragen, wenn dies dem Wohl des Kindes nicht widerspricht, § 1680 Absatz 2 BGB.
Hier besteht aber für den sorgeberechtigten Elternteil mit Hilfe dieser Sorgerechtsverfügung die Möglichkeit, einen Vormund für ein minderjähriges Kind zu benennen. Somit kann ein sorgeberechtigter Elternteil einer Sorgerechtsübertragung auf den nicht-sorgeberechtigten Elternteil im Vorfeld widersprechen.
Das Familiengericht prüft, ob die Übertragung des Sorgerechts dem Wohle des Kindes entspricht. Entscheidet sich das Gericht gegen eine Übertragung auf den anderen Elternteil, ordnet es eine Vormundschaft an und bestellt nach Prüfung der Geeignetheit die benannte Person. Es besteht auch die Möglichkeit, dass Vater und Mutter verschiedene Personen benennen. Im Falle des Todes der Eltern gilt dann für die als Vormund zu bestimmende Person, die Benennung durch den zuletzt verstorbenen Elternteil. Darüber hinaus ist auch eine gleichrangige Benennung mehrerer Personen für gleiche oder aber getrennte Wirkungskreise denkbar. Die Sorgerechtsverfügung ist bis zum Widerruf durch den Vollmachtgeber oder bis zur Volljährigkeit des Kindes gültig. Gegen eine Gebühr kann man die Sorgerechtsverfügung beim Nachlassgericht aufbewahren lassen.
Demgegenüber regelt die Sorgerechtsvollmacht den Fall, dass die sorgeberechtigten Eltern aus anderen Gründen (Unfall, Krankheit, Auslandsaufenthalt und ähnliches) an der Ausübung des Sorgerechts verhindert sind.

## Weblink
- „Sorgerechtsverfügung bei Gericht hinterlegen“ auf sachsen.de